# Cappelle sul Tavo
Cappelle sul Tavo ist eine 4053 Einwohner zählende und 5,46 km² umfassende Gemeinde in der Nähe von Spoltore und Moscufo und liegt in der Provinz Pescara.
Die Nachbargemeinden sind: Città Sant’Angelo, Collecorvino, Montesilvano, Moscufo und Spoltore.

## Geschichte
Die ältesten historischen Erinnerungen an Cappelle sind an den nahe gelegenen Ort Montesilvano gebunden, mit dem es in der Vergangenheit oft sehr heftige Rivalitäten und Streitigkeiten austrug. In früheren Zeiten war dieses Gebiet Teil des alten Angulum (heute Città Sant’Angelo), eine der vier Städte, die der Kaiser Augustus an die Menschen aus Vestini zuteilte.
Umstritten ist die Herkunft des Namens Cappelle. Wahrscheinlich stammt der Name von den alten Kapellen auf dem gesamten Gebiet (Villa Carmine, Villa Cappelle, Villa S. Maria, Bivio Casone-Moscufo) ab.
Die derzeit wichtigste Veranstaltung ist das traditionelle Palio delle Pupe in Cappelle sul Tavo, das jedes Jahr während des Sommerfests stattfindet. Alle Kreise und Bezirke des Landes sind in der Vorbereitung ihrer Puppe, die nichts anderes ist als eine Pappmaché-Puppe, die eine schöne Frau darstellt und mit Spielen und Feuerwerkskörpern geschmückt wird.

## Weinbau
In der Gemeinde werden Reben der Sorte Montepulciano für den DOC-Wein Montepulciano d’Abruzzo angebaut.

Sehenswürdigkeiten
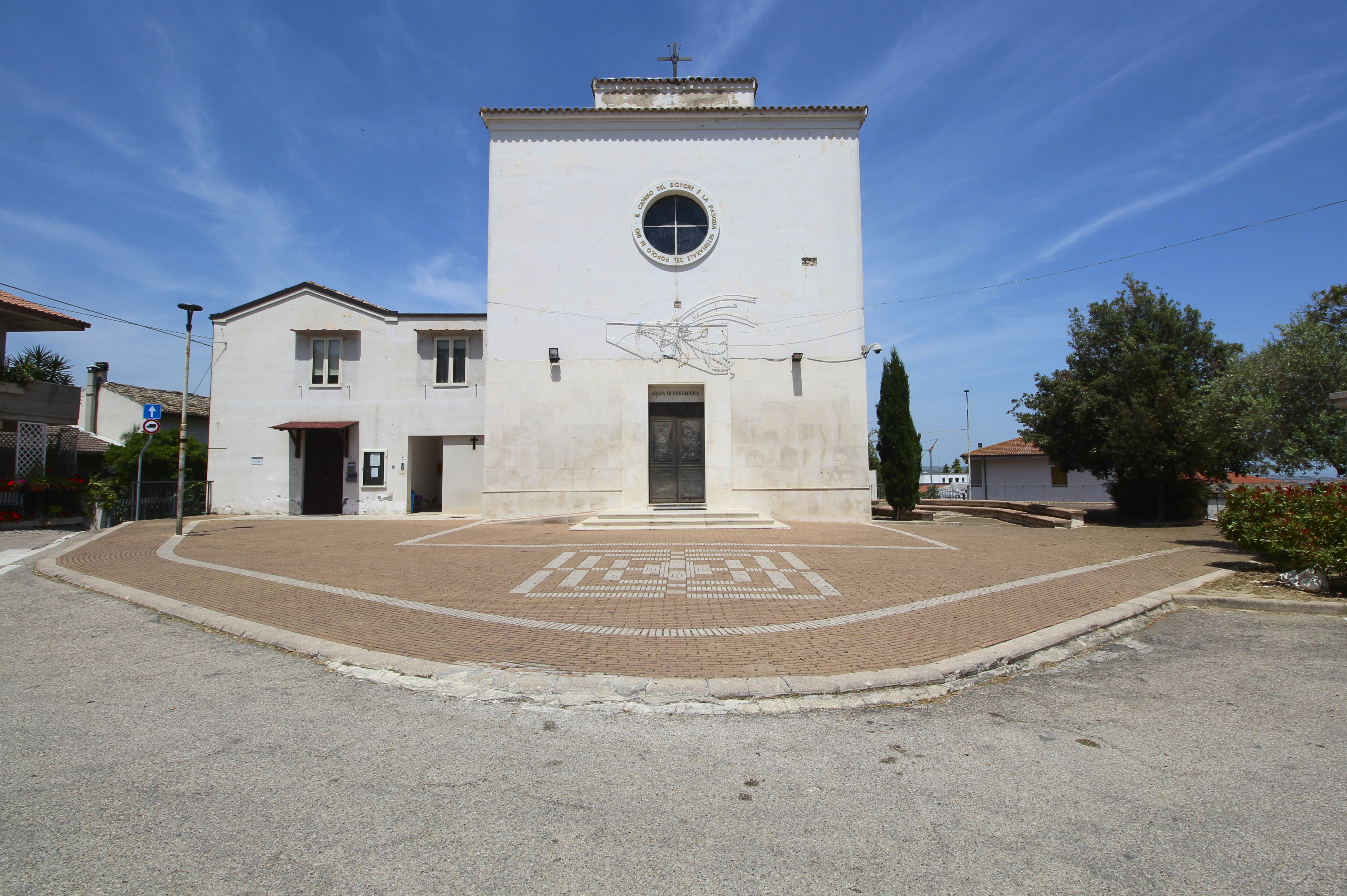
Die Kirche Beata Vergine Maria Lauretana
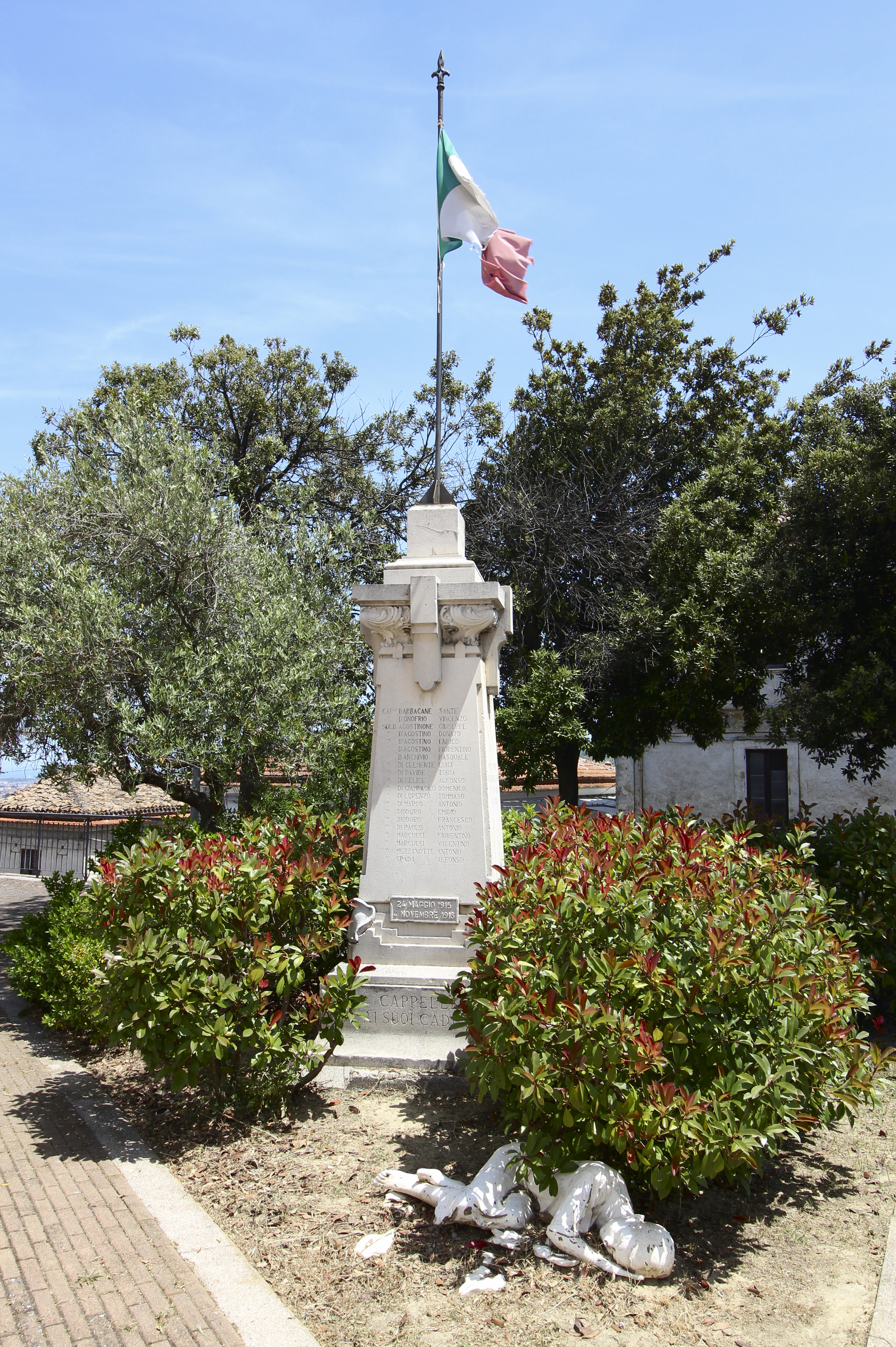
Das Denkmal für die Gefallenen des Ersten Weltkrieges
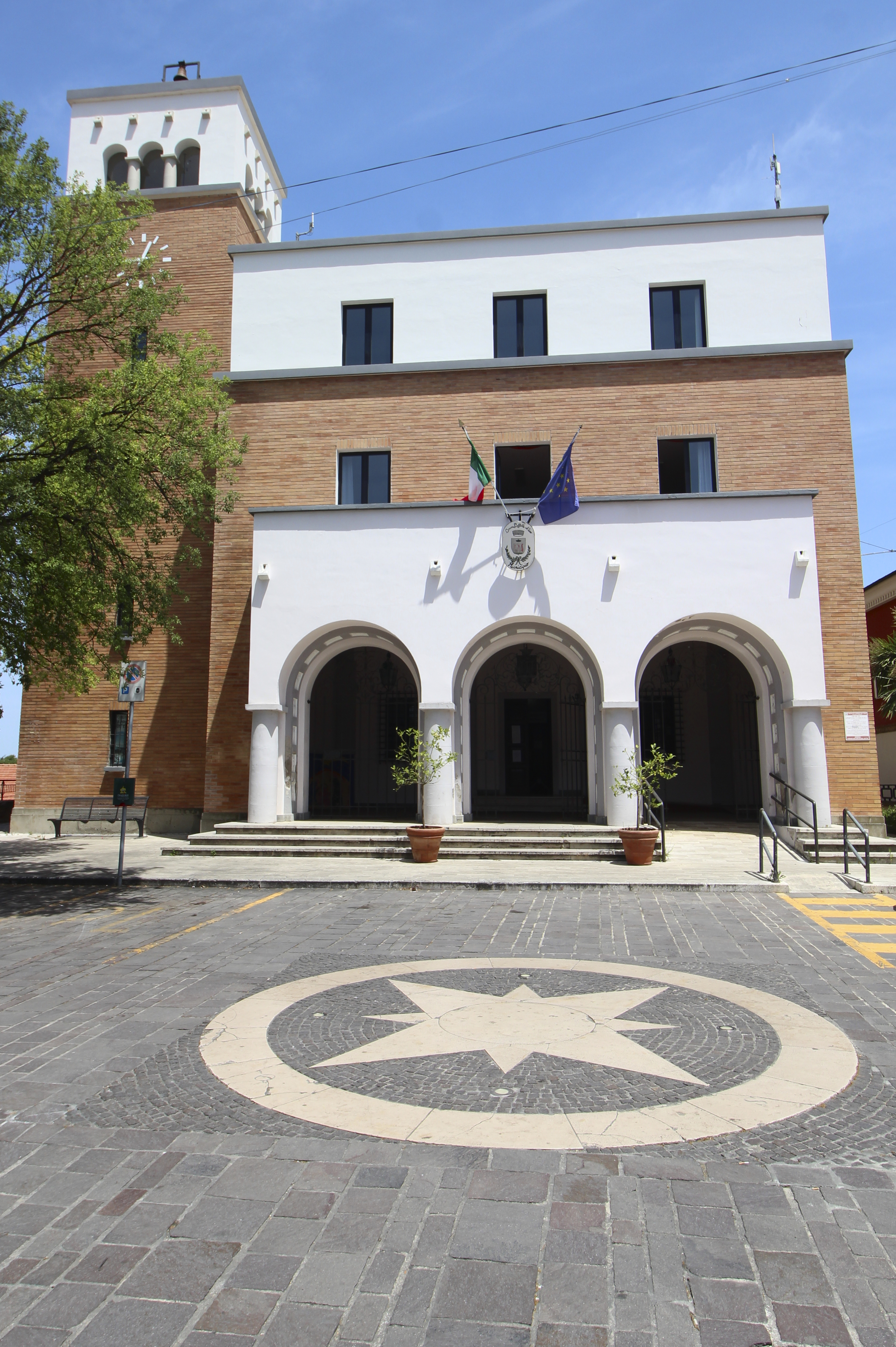
Das Rathaus